# Patrick Rössler
Patrick Rössler (* 26. Juli 1964 in Baden-Baden) ist ein deutscher Hochschullehrer für Kommunikationswissenschaft mit dem Schwerpunkt empirische Kommunikationsforschung/Methoden. Er ist seit 2000 Professor an der Universität Erfurt.

## Beruflicher Werdegang
Patrick Rössler studierte Publizistik, Rechts- und Politikwissenschaft an der Universität Mainz. Von 1989 bis 1997 war er erst Projektmitarbeiter und anschließend Lehrstuhlmitarbeiter an der Universität Hohenheim. Dort wurde er 1997 im Fachgebiet Kommunikationswissenschaft/Empirische Sozialforschung zum Dr. rer. soc. mit einer Mehrmethodenstudie zur Thematisierungsfunktion massenmedialer Berichterstattung („Agenda-Setting“) promoviert.
Im Jahre 1997 wurde er wissenschaftlicher Assistent an der Ludwig-Maximilians-Universität München. Dort gilt er auch als Schüler von Hans-Bernd Brosius. Am Institut für Kommunikationswissenschaft blieb er bis 2000, bis er schließlich einen Ruf nach Erfurt erhielt und von 2000 bis 2003 Professor für Kommunikationssoziologie und -psychologie war. Seit 2004 ist er Professor für Kommunikationswissenschaft mit dem Schwerpunkt Empirische Kommunikationsforschung/Methoden. Von 2009 bis 2011 amtierte er als Dekan der Philosophischen Fakultät, von 2011 bis 2014 als Vizepräsident für Forschung und wissenschaftlichen Nachwuchs der Universität Erfurt.
Neben über 200 empirischen Studien und Beiträgen zur politischen Kommunikation, zur Medienwirkungsforschung und zur visuellen Kommunikation in historischer Perspektive initiierte Rössler als Gründungsherausgeber die Online-Zeitschrift  Media“ (SCM) der Deutschen Gesellschaft für Publizistik- und Kommunikationswissenschaft (DGPuK), gibt die 25-bändige Buchreihe „Konzepte. Ansätze der Medien- und Kommunikationswissenschaft“ heraus und verantwortet als General Editor das vierbändige Referenzwerk „The International Encyclopedia of Media Effects“ (im Auftrag der International Communication Association). Weitere Standardwerke sind sein „Skalenhandbuch Kommunikationswissenschaft“ und das in dritter Auflage erschienene Lehrbuch „Inhaltsanalyse“. In dem von Rössler geleiteten DFG-Projekt „Bewegte Netze“ (2012–2016) entstand die Online-Datenbank bauhaus community als maßgebliches Verzeichnis aller Angehörigen der Kunstschule.
2006 übernahm Rössler das Amt des Vorsitzenden der Deutschen Gesellschaft für Publizistik- und Kommunikationswissenschaft (DGPuK) e. V., welches er bis 2008 innehatte. In den Jahren 2009 und 2010 fungierte er als Präsident der International Federation of Communication Associations (IFCA), seinerzeit der Weltverband aller Fachgesellschaften der Medien- und Kommunikationswissenschaft. 2011 wurde Rössler zum Korrespondierenden Mitglied der Historischen Kommission des Börsenvereins des Deutschen Buchhandels, Frankfurt a. M. ernannt.
Eine zweite Promotion zum Dr. phil. schloss Rössler 2023 an der BTU Cottbus/Senftenberg im Fach Kunstgeschichte mit einer englischsprachigen Dissertation zur Arbeit des Grafik-Designers und Bauhauslehrers Herbert Bayer in der Weimarer Republik und unter der NS-Herrschaft ab. Als Kurator verantwortete er zahlreiche Ausstellungen zur visuellen Avantgarde in Deutschland, Frankreich, der Schweiz, den USA und Japan; darunter „Das Bauhaus am Kiosk. die neue linie 1929-1943“ (2007, 2009), „Mein Reklame-Fegefeuer. Herbert Bayer, Werbegrafik 1928–1938“ (2013/14), „Kunst.Ort.Kino“ (2017), „Jan Tschichold – ein Jahrhunderttypograf?“ (2019), „Vier ‚Bauhausmädels‘“ (2019), „33 Geistesblitze: John Heartfield“ (2024) und „Bauhaus und Nationalsozialismus“ (2024)
Für Konzeption, Umsetzung und Katalog zu „Bauhaus und Nationalsozialismus“ wurde Rössler 2025 mit dem Justus-Bier-Preis für Kuratoren ausgezeichnet, mit dem die Helga Pape-Stiftung Arbeiten von Kuratorinnen und Kuratoren im deutschsprachigen Raum würdigt, die ein besonderes Verständnis für die Kunst des 20. und 21. Jahrhunderts bewiesen haben.  2022 erhielt Patrick Rössler für die ungewöhnliche Bandbreite seines wissenschaftlichen Werks und dessen Grundierung durch eine entsprechende leidenschaftliche Sammeltätigkeit den Antiquaria-Preis.